# جلوكوز
الجلوكوز (أو الغلوكوز) (ملاحظة 1) هو نوع من السكر ينتج عن عملية التمثيل الضوئي في النبات الأخضر. ويعد الجلوكوز المصدر الرئيسي لطاقة معظم الكائنات الحية، بما فيها الإنسان. ويحتوي عسل النحل وكثير من  الفواكه - مثل العنب والتين والرمان والموز والبرتقال والبلح - على نسبة كبيرة من الجلوكوز. ويتخذ الجلوكوز الصافي هيئة بلورية بيضاء، وهو يكافئ في درجة حلاوته ثلاثة أرباع السكروز (السكر العادي). وينتمي الجلوكوز إلى فئة من الأغذية تسمى الكربوهيدرات التي هي سلسلات مترابطة من الجلوكوز وسكريات أخرى. و يتسم الجلوكوز بتركيبه الكيميائي البسيط، ولذلك يمتصه الدم مباشرة من الأمعاء.
ويصنع الغلوكوز تجارياً بمعالجة النشاء بنوع من الأحماض تحت ضغط البخار. ولو تحول النشا كله إلى جلوكوز، فإن المنتج يباع تحت اسم دكستروز، أما إذا كان الناتج خليطاً من الجلوكوز وأنواع أخرى من السكر؛ فإنه يباع في الغرب باسم "شراب القمح".

## تفاعلات الجلوكوز

### تفاعل الجلوكوز ككحول
يتفاعل الجلوكوز مع الأحماض ليعطي الأسترات حيث يحدث استبدال لذرة الهيدروجين التي تكون مرتبطة بذرة الكربون الأولى أو السادسة كالآتي:
glucose + phosphoric acid --> glucose 1-phosphate
glucose + phosphoric acid --> glucose 6-phosphate
ولهذه الأسترات أهمية فسيولوجية حيث أنها تشارك في عملية التمثيل الغذائي للكربوهيدرات، حيث أنه عندما تزيد نسبة الجلوكوز في الدم عن 120 ملي جرام يخزن الزائد في الكبد والعضلات على هيئة جليكوجين أو نشا حيواني وتتم عملية تحويل الجلوكوز إلى جليكوجين في وجود ATP أو ما يسمى ادينوسين ثلاثي الفوسفات وأيضاً في وجود انزيم يدعى فوسفو جلوكو كينيز وكذلك الأنسولين، وعندما يقل الجلوكوز في الدم عن المعدل المذكور يتم تحويل الجليكوجين المخزن في الكبد إلى جلوكوز 6 وفوسفات ثم في وجود انزيم فوسفاتيز الكبد يتحول إلى جلوكوز يسري في الدم، أما إذا نفد الجليكوجين المخزن في الكبد أيضاً يتم تحويل الجليكوجين المخزن في العضلات إلى جلوكوز 6, فوسفات ثم إلى فركتوز 6, فوسفات ثم إلى فركتوز 1,6, ثنائي فوسفات ثم جزيء ترايوز فوسفات ثم إلى حمض بيروفيك ثم إلى جزيء لاكتوز.
من أنشط الذرات في جزيء الجلوكوز هي ذرة الكربون رقم 1 حيث من الممكن أن تستبدل هذه الذرة بمجموعة ميثيل لتكوين ما يعرف بالجليكو سيدات التي لها أهمية دوائية كبيرة وتنقسم الجليكو سيدات إلى:
1. سابونين: يعمل على تقليل قوة التوتر السطحي ويستخدم كمستحلب.
2. ساليسين: وظيفته كمضاد للآلام الروماتيزمية وتخفيض درجة الحرارة.
3. ديجيتوكسين: يعتبر من منشطات عضلة القلب.
4. فلوروديزين: يعمل على زيادة نفاذية الأنيبيبات الكلوية للجلوكوز ليهرب إلى المسام.

### أكسدة الجلوكوز
تتأكسد ذرة الكربون رقم 1 لتصبح حمض الجلوكونيك، أو قد تتأكسد ذرة الكربون رقم 6 وتعطي جلوكيورونيك، وهذان الحمضان ينتميان إلى عائلة أحماض اليورونيك والتي تسمى بنوازع السموم الطبيعية.
ويوجد حمض جلوكيورونيك - ومصدره الميوسين بمخاط اللعاب - في بعض الأنسجة وفائدته أنه يتحد مع بعض المركبات مثل المورفين والفينول الناتج من التعفن ليكون مركب يعرف بحمض فينيل جلوكيورونيك الذي يفرز مع البول.
إدخال مجموعة أمين NH2: تدخل مجموعة الأمين على ذرة الكربون رقم 2، ومن الممكن ان يتم استبدال ذرة هيدروجين مجموعة الأمين بمجموعة الاستيل COCH3 لتعطي مركب أسيتيل جلوكوز أمين الذي يدخل في تكوين الكيتين بالهيكل الخارجي للمفصليات وبعض القشريات كالجمبري وبعض الحشرات كالخنافس.

## دكستروز
الاسم المستعمل في الصناعة لسكر الجلوكوز النقي المتبلر. وهو يُباع عادة في شكل حبيبات دقيقة بيضاء ناعمة. ينتج الجلوكوز تجارياً بمعالجة النشاء بأنزيم الأميلاز، أو بوضع النشاء في الماء الممزوج بمحلول حمض الهيدرو كلوريك المخفف. وحينما يسخن خليط النشاء والحمض تحت ضغط البخار في فرن، فإنه يتحول إلى جلوكوز. ويمكن تنقية الجلوكوز وتجفيفه إلى حبيبات ناعمة تسمى دكستروز. ويستعمل الدكستروز كسكر أبيض نقياً بصورة رئيسية في صنع الحلويات والمعجنات والسلع المخبوزة والفواكه المعلبة. كما يستعمل عصير الدكستروز لإنتاج عصير الذرة عالي الفركتوز، وهو مادة تحلية في أطعمة وأشربة عديدة. وليست حلاوة الدكستروز كحلاوة السكروز (أو السكر المعروف ).

### التحلل السكري
يستخدم الغلوكوز في خلايا جسم الإنسان كمصدر الطاقة خلال عمليات التحلل السكري أو خريطة مسار الأيض () التخمر التنفس الهوائي والتنفس اللاهوائي.

مخطط يوضح أيض السكر والمركبات التي تحتوي على الجلوكوز وبضمنها النشا والغليكوجين والسكريات الثنائية والسكريات الأحادية. يخزن الجلوكوز بصورة رئيسية في الكبد والعضلات على شكل غليكوجين ثم يتوزع إلى أنسجة الجسم على شكل جلوكوز.

## هوامش
- ملاحظة 1 المرادفات: أو سُكَّرُ العِنَب-grape sugar)[3][4] أو سكر الدم أو سُكَّرُ النَّشَاء[4] (بالإنجليزية: Glucose)‏